# محاصره مکه (۶۸۳)
محاصره اول مکه، جنگی بود در ۲۷ذی‌الحجه سال ۶۴هجری میان سپاه حصین بن نمیر و سپاه عبدالله بن زبیر ابتدا در بیرون شهر مکه اتفاق افتاد.

## مقدمات جنگ
یزید بن معاویه در ادامه تلاش‌های خود برای تسلیم کردن عبدالله بن زبیر، مسلم بن عقبه را که فرمانده لشکر شام در ماجرای حره و کشتار مسلمانان در مدینه بود را به مکه فرستاد. او در میانه راه مُرد و بنا به سفارش یزید، حصین بن نمیر فرماندهی سپاه را به عهده گرفت. حصین در واقعه حره فرماندهی اهل حِمّص را برعهده داشت. سپاه حصین چهار روز قبل از اتمام محرم سال ۶۴هجری به مکه رسید و لشکرش را در اطراف مکه مستقر و شهر را محاصره نظامی کرد. از آن طرف عبدالله بن زبیر نیز مردم را برای مقابله با سپاه یزید تشویق می‌نمود. شکست خوردگان واقعه حره نیز به او پیوستند، اما شمار این گروه در مقابل سپاه یزید بسیار ناچیز بود.

## جنگ
پس از چندی جنگ میان دو گروه صورت گرفت که پس درگیری‌های نخستین (نبردهای تن به تن)، عبدالله بن زبیر که راه را بر خود و سپاهیانش تنگ دید تصمیم به عقب‌نشینی گرفت. در سوم ربیع‌الاول سال۶۴هجری حصین بن نمیر منجنیق‌ها را بر کوه ابوقبیس و کوه قعیقعان مستقر و شروع به سنگ باران مکه کرد. در این بین عده‌ای از مشاوران عبدالله بن زبیر، همانند مسور بن مخرمه، بر اثر اصابت سنگ‌ها کشته شدند و بسیاری از خانه‌ها تخریب شد و هیچ پناهگاهی برای عبدالله بن زبیر بجز مسجدالحرام باقی نماند و به شدت در تنگنای محاصره قرار گرفت. در ادامه این نبرد خانه کعبه آتش گرفت و این مصیبت بسیار بزرگی بود که بر مصیبت‌های دیگر افزود. البته برخی از مورخین نوشته‌اند که سوزاندن کعبه قصد هیچ‌کس نبوده و آتش‌سوزی بطور کلی اتفاقی رخ داده‌است.

## علت‌های عقب‌نشینی
یزید بن معاویه در میانه‌های ربیع‌الاول سال ۶۴ از دنیا رفت، اما به دلیل مسافت طولانی میان مکه و دمشق، این خبر در اوایل ماه ربیع‌الثانی به مکه رسید. با انتشار این خبر شامیان سست شدند. حصین بن نمیر پیکی به عبدالله بن زبیر فرستاد و خواهان مذاکره در محل ابطح شد. مذاکره صورت گرفت، حصین به عبدالله گفت:
بعد از وفات یزید کسی را مستحق‌تر از تو به عنوان خلیفه نمی‌بینم. عبدالله بن زبیر گفت: من آن خون‌ها را رها کنم و ببخشم؟ به خدا سوگند اگر به جای هر کدام از آن‌ها ده نفر از شما کشته شود باز هم راضی نخواهم گشت.
بدین ترتیب عبدالله پیشنهاد خلافت را از جانب حصین بن نمیر رد کرد. پس از خلافت کوتاه معاویه بن یزید و مرگ او در سال ۶۴ قمری، حصین برای به خلافت رساندن مروان بن حکم تلاش بسیار نمود.